# Life in Technicolor II
"Life in Technicolor II" (também escrito como "Life in Technicolor ii") é uma canção da banda inglesa de rock alternativo Coldplay e o primeiro single da banda lançado do EP Prospekt's March. A canção, é a versão completa com vocal da versão instrumental de "Life in Technicolor", presente no quarto álbum da banda, Viva la Vida or Death and All His Friends.
Um CD single promocional para a canção, foi lançado em dezembro de 2008. O lançamento oficial como single aconteceu no dia 2 de fevereiro de 2009 no formato  7" vinil e download digital. O CD single inclui uma faixa inédita chamada "The Goldrush", uma das poucas canções onde Coldplay conta com os vocais do baterista Will Champion e  também inclui vocais adicionais de Brian Eno.[carece de fontes?] A canção foi originalmente gravada para o álbum Viva la Vida or Death and All His Friends, mas foi alterado deixando somente os intrumentais da canção no álbum. A canção foi indicada em duas categorias no 52º Grammy Awards; Melhor Performance de Rock por Duo ou Grupo com Vocais e Melhor Vídeo em Formato Curto.
"Life in Technicolor II" começa com um loop consistindo de um santur acompanhado por um tabla como percussão. O loop então é repetido com os versos que faz parte do refrão. O videoclipe do single, no início, mostra um fantoche tocando um tabla, logo depois aparece os fantoches de todos os integrantes da banda.

## Antecedentes
A versão instrumental desta canção inicialmente teria letras. No entanto, quando um estranho a descreveu como um "single óbvio", a banda resolveu remover as letras da canção. O instrumental "Life In Technicolor" apresenta uma entrada diferente, que constitui também como base para "The Escapist", a canção de encerramento do álbum. Ambas as canções mostram o início de "Light Through The Veins", uma canção de Jon Hopkins. "Life In Technicolor II", entretanto, não tem relação com "The Escapist".
O instrumental vazou ilegalmente na internet um mês antes do lançamento do álbum, sob a forma de um flash vídeo da banda tocando a música em estúdio com o produtor Brian Eno. Ambas as versões da canção veio a ser realizado em conjunto ao vivo na Viva la Vida Tour, com a "Life in Technicolor" abrindo os concertos e "Life In Technicolor II" constantemente fazendo parte do encore, como a canção de encerramento.

## Lançamento
Um CD Single promocional para a canção foi lançado em dezembro de 2008. "Life in Technicolor II" foi disponibilizado para download em 02 de fevereiro de 2009 no formato de 7" vinil e download digital, e teve um video para sua divulgação, que foi lançado através do site oficial em 12 de janeiro de 2009.
O single inclui a faixa inédita intitulada "The Goldrush", uma das poucas canções com vocais do baterista do Coldplay, Will Champion, e também inclui vocais adicionais por Brian Eno.

### Promoção
A versão instrumental da canção (presente no álbum Viva la Vida) pode ser ouvida no filme Um Noite no Museu 2 durante uma cena entre Ben Stiller e Amy Adams. Foi usado também na Sky Sports na cobertura durante 2008/2009, bem como no "Match of the Day" durante a mesma temporada. Esta versão também foi usada no início do Great Yarmouth (UK) HIppodrome Circus show 2009 na Inglaterra. NFL Network também usou a canção para sua cobertura em 2009 no NFL Scouting Combine e também na cobertura do NFL Draft. A canção também foi executada durante a abertura do ESPY Awards de 2009.

## Videoclipe

Cena do vídeo de "Life in Technicolor II".

O videoclipe estreou em 20 de janeiro de 2009 no 4Music do Reino Unido, e no Channel 4. O vídeo começa com um grupo de crianças sentados e aguardando um show tradicional de "Punch and Judy", sem imaginar que os fantoches dos integrantes da banda começariam a tocar. No entanto, o show de fantoches que ocorre durante o vídeo é cada vez mais "extravagante", como mostra no vídeo, eventualmente, com pirotecnia, e o vocalista Chris Martin surfa sobre as crianças que assiste ao show. Para finalizar o vídeo, o empresário da banda chega em um pequeno helicóptero que atravessa sobre uma janela. James Clarkson, e o quinto membro da banda, Phil Harvey, podem ser vistos em algumas cenas do vídeo.
O diretor do vídeo foi Dougal Wilson. O vídeo foi indicado nas categorias Melhor Direção de Arte e Melhor Efeitos Visuais na UK Music Video Awards 2009, bem como na categoria de Melhor Vídeo em Formato Curto no 52º Grammy Awards.

## Faixas
| Download digital |                                                  |         |  |
| N.º              | Título                                           | Duração |  |
| 1.               | "Life in Technicolor ii"                         | 4:05    |  |
| 2.               | "Life in Technicolor ii" (live @ The O2, London) | 3:36    |  |
| 3.               | "The Goldrush"                                   | 2:29    |  |

| 7" vinyl |                          |         |  |
| N.º      | Título                   | Duração |  |
| 1.       | "Life in Technicolor ii" | 4:05    |  |
| 2.       | "The Goldrush"           | 2:29    |  |

| EUA rádio CD |                                            |         |  |
| N.º          | Título                                     | Duração |  |
| 1.           | "Life in Technicolor ii" (edição de rádio) | 3:12    |  |

| EUA promo CD[carece de fontes?] |                                            |         |  |
| N.º                             | Título                                     | Duração |  |
| 1.                              | "Life in Technicolor ii" (edição pop)      | 3:14    |  |
| 2.                              | "Life in Technicolor ii" (edição de rádio) | 3:37    |  |
| 3.                              | "Life in Technicolor ii" (instrumental)    | 4:07    |  |

| RU promo CD |                                            |         |  |
| N.º         | Título                                     | Duração |  |
| 1.          | "Life in Technicolor ii" (edição de rádio) | 3:37    |  |
| 2.          | "Life in Technicolor ii" (versão do EP)    | 4:05    |  |

## Prêmios e indicações
| Ano  | Cerimônia                  | Prêmio                                                 | Resultado |
| ---- | -------------------------- | ------------------------------------------------------ | --------- |
| 2009 | UK Music Video Awards 2009 | Melhor Direção de Arte                                 | Indicado  |
| 2009 | UK Music Video Awards 2009 | Melhor Efeitos Visuais                                 | Indicado  |
| 2010 | 52º Grammy Awards          | Melhor Performance de Rock por Duo ou Grupo com Vocais | Indicado  |
| 2010 | 52º Grammy Awards          | Melhor Vídeo em Formato Curto                          | Indicado  |

## Histórico de lançamento
| Data       | País                 | Formato                         |
| ---------- | -------------------- | ------------------------------- |
| 01-12-2008 | Reino Unido          | CD Promocional                  |
| 02-02-2009 | Reino Unido          | 7" vinil                        |
| 30-01-2009 | Reino Unido, Holanda | Download digital                |
| 20-01-2009 | Reino Unido          | Videoclipe (airplay)            |
| 20-01-2009 | Mundo                | Videoclipe (estreia no YouTube) |

## Desempenho nas paradas musicais
| País/Parada (2009)                           | Melhor posição |
| -------------------------------------------- | -------------- |
| Austrália (ARIA)                             | 63             |
| Áustria (Ö3 Austria Top 40)                  | 53             |
| Bélgica (Ultratop 50 Flandres)               | 39             |
| Estados Unidos (Billboard Alternative Songs) | 21             |
| Holanda (MegaCharts)                         | 15             |
| Irlanda (IRMA)                               | 29             |
| Itália (FIMI)                                | 30             |
| Japão (Japan Hot 100)                        | 23             |
| Polônia (ZPAV)                               | 1              |
| Reino Unido (The Official Charts Company)    | 28             |
| Suécia (Sverigetopplistan)                   | 39             |